# Le Pellerin
Le Pellerin är en kommun i departementet Loire-Atlantique i regionen Pays de la Loire i nordvästra Frankrike. Kommunen ligger i kantonen Le Pellerin som tillhör arrondissementet Nantes. År 2022 hade Le Pellerin 5 335 invånare.

## Befolkningsutveckling
Antalet invånare i kommunen Le Pellerin
| Referens: INSEE |